# Josef Schmidt (Fußballspieler)
Josef „Jupp“ Schmidt (* 11. August 1922 in Köln; † 20. Dezember 2007) war ein deutscher Fußballspieler.

## Spielerkarriere
Schmidt begann sechsjährig bei Preußen Dellbrück mit dem Fußballspielen und rückte 1947 in die erste Mannschaft auf, der er bis 1952, in der Saison 1951/52 als Spielertrainer, angehörte. Größter Erfolg seiner Mannschaft war der Aufstieg zur Saison 1949/50 in die Oberliga West und die zweite Platzierung als Neuling hinter Borussia Dortmund. Damit nahm er auch an der Endrunde um die Deutsche Meisterschaft teil und zog mit seiner Mannschaft über das mit 1:0 nach Verlängerung über den SSV Reutlingen gewonnene Achtelfinale, und mit 2:1 über den VfR Mannheim gewonnene Viertelfinale in das Halbfinale ein. Das am 11. Juni 1950 in Stuttgart gegen Kickers Offenbach auch nach Verlängerung torlos gebliebene Spiel wurde am 18. Juni in Oberhausen im Wiederholungsspiel mit 0:3 verloren.
Von 1952 bis 1954 bestritt er 57 Punktspiele für Alemannia Aachen, in denen er 28 Tore erzielte. Das am 1. Mai 1953 mit 1:2 im Düsseldorfer Rheinstadion verlorene Pokalfinale gegen Rot-Weiss Essen, nach fünf vorangegangenen Pokalspielen, dürfte sein sportlich größter Erfolg gewesen sein. Anschließend, mit nur 28 Jahren, beendete er seine Fußballerkarriere.

## Trainerkarriere
Unmittelbar nach Beendigung seiner aktiven Fußballerkarriere begann seine Trainerkarriere, wobei er zunächst die erste Mannschaft von Preußen Dellbrück bis 1957 in der Oberliga West trainierte, bevor die Mannschaft mit dem SC Rapid Köln zum SC Viktoria Köln fusionierte.
Die Saison 1957/58 trainierte er den Wuppertaler SV, der als Vorletzter am Saisonende in die 2. Oberliga West absteigen musste. Später folgte die Trainertätigkeit beim Bonner FV 01, bevor er abschließend von 1967 bis 1969 den SC Viktoria Köln in der zweitklassigen Regionalliga West trainierte.

## Erfolge
- DFB-Pokal-Finalist 1953